# Barbara Ćwioro
Barbara Anna Ćwioro – polska iranistka, urzędniczka państwowa i dyplomatka, w latach 2018–2020 ambasador RP w Czechach.

## Życiorys
Absolwentka filologii orientalnej w specjalności iranistyki na Uniwersytecie Jagiellońskim (2001). W 2002 rozpoczęła aplikację dyplomatyczno-konsularną w Ministerstwie Spraw Zagranicznych, w ramach której odbyła staż w ambasadzie RP w Teheranie oraz w konsulacie generalnym w Lyonie. Od 2004 w Departamencie Afryki i Bliskiego Wschodu MSZ w stopniu attaché, a następnie III sekretarz, jako prowadząca ds. Iranu. W latach 2005–2008 była zatrudniona w sekretariacie ministra na stanowisku asystentki podsekretarza stanu Witolda Waszczykowskiego. W 2007 odbyła staż w ambasadzie RP w Waszyngtonie. W latach 2008–2010 była zatrudniona w Departamencie Unii Europejskiej, a w latach 2011–2012 w Departamencie Wspólnej Polityki Zagranicznej i Bezpieczeństwa na stanowisku prowadzącej ds. Komitetu Politycznego i Bezpieczeństwa. Od sierpnia 2014 w ambasadzie RP w Brukseli jako kierowniczka ds. polityczno-ekonomicznych, równocześnie wykonując zadania zastępczyni kierownika placówki. W 2015 uzyskała pozytywną rekomendację sejmowej komisji spraw zagranicznych jako kandydatka na ambasadora w Iranie. Nominacji ostatecznie nie otrzymała. Od 2016 do 2018 była zastępczynią dyrektora, a następnie dyrektorką Departamentu Polityki Europejskiej. 11 września 2018 została ambasadorem RP w Czechach. Z dniem 30 czerwca 2020 odwołano ją ze stanowiska z powodu dopuszczania się mobbingu i dyskryminacji wobec swoich pracowników.
Zna języki: angielski, francuski, włoski i perski.

## Publikacje
- Międzynarodowe wysiłki na rzecz powstrzymania irańskiego programu nuklearnego, „Biblioteka Bezpieczeństwa Narodowego” 2009, nr 12, s. 108–126. Dostępne online.